# Roundabout (노래)
Roundabout (라운드 어바웃) 은 밴드 예스의 프로그레시브 록 음악이다. 1971년, 4번째 정규 앨범 Fragile이 발매되기 전 싱글로 발매되었다. 가사는 예스의 보컬리스트 존 앤더슨이 맡았으며 기타는 스티브 하우가 맡았다. 가사는 스위스 북쪽지방과 영국 북쪽 지방을 여행하면서 산과 연못과 같은 자연과 막힌 길들을 보고 영감을 얻었다고 한다.
"Roundabout"은 예스의 곡 중에서도 잘 알려진 곡 중 하나이다. 곡의 공개 이후 1972년 1월에 곡의 길이를 줄이고 라이브 버전으로 재녹음한 버전인 "Long Distance Runaround"을 공개하기도 했다. 이 곡은 빌보드 핫 100 차트에서 최고 13위를 기록했다.

## 매체에서의 사용
일본의 만화가 아라키 히로히코의 대표작 죠죠의 기묘한 모험의 1부 팬텀 블러드와 2부 전투조류의 TVA판의 엔딩곡으로 쓰이기도 했다. 아라키 히로히코는 록 음악을 좋아하여 그의 만화에 등장하는 인물이나 음악의 모티프로 이용한다.